# Rušanj
Rušanj (em cirílico:Рушањ) é uma vila da Sérvia localizada no município de Čukarica, pertencente ao distrito de Belgrado, na região de Šumadija. Possuía uma população de 4915 habitantes segundo o censo de 2009.

## Demografia
| 1948  | 1953  | 1961  | 1971  | 1981  | 1991  | 2002  |
| ----- | ----- | ----- | ----- | ----- | ----- | ----- |
| 1 520 | 1 546 | 1 666 | 1 686 | 3 610 | 4 672 | 4 769 |